# Törnekröningen
Törnekröningen, ibland Kristi törnekröning, är namnet på två oljemålningar av den italienske renässanskonstnären Tizian. Den första målades omkring 1540–1543 och ingår i Louvrens samlingar i Paris och den andra målades omkring 1570 och är utställd på Alte Pinakothek i München.

## Motivet
Motivet visar en scen ur passionshistorien i Nya testamentet som nämns i Matteus- (27:29), Markus- (15:17) och Johannesevangelierna (19:2) och som skedde efter gripandet av Jesus och före korsfästelsen. I Matteus berättas att soldaterna "tog av honom kläderna och hängde på honom en röd soldatkappa och vred ihop en krans av törne och satte den på hans huvud och stack en käpp i högra handen på honom. Sedan föll de på knä för honom och hånade honom och sa Leve judarnas konung”. 

## Parisversionen
Målningen beställdes av dominikanmunkarna till kyrkan Santa Maria delle Grazie i Milano. Den fördes till Paris som krigsbyte efter Napoleons erövring av staden 1797. Målningen innehåller flera referenser till antikens Rom, bland annat har Tizian inspirerats av Laokoongruppen (skulptur som återupptäcktes 1506 i Rom och som kort därefter iakttogs av Tizian. Även i Bacchus och Ariadne finns en figur som påminner om Laokoon) när han avbildade Jesus. Mannen till vänster som torterar Jesus har likheter med Belvederetorson och ovanför huvudmotivet återfinns en staty av kejsar Tiberius som regerade vid tiden för Jesus korsfästelse.

## Münchenversionen
Under sina sista år målade Tizian en serie målningar med motiv ur Kristi passionshistoria. Han hade ändrat sin still under de 20–25 år som skiljer de båda tavlorna åt. I Parisversionen valde Tizian att visa Jesus stönande av smärta, medan i Münchenversionen framställs Jesus tyst ha accepterat sitt öde. Därmed kommer den avbildande grymheten i skymundan – vad som dröjer sig kvar i minnet är inte dramat utan den sällsamma stämningen av lugn och klarhet. Tizians sena verk är genomsyrade av dramatisk kraft och under påverkan av Tintoretto är hans penseldrag alltmer upplösta, men han har ändå en kraftfull målerisk form och ett koloristiskt ljusdunkel. 